# Super Bowl IV
Der Super Bowl IV, damals AFL-NFL Championship Game genannt, war die vierte Ausgabe des Endspiels der National Football League (NFL) und der American Football League (AFL). Am 11. Januar 1970 standen sich die Minnesota Vikings und die Kansas City Chiefs im Tulane Stadium in New Orleans, Louisiana, gegenüber. Die Kansas City Chiefs gewannen das Spiel mit 23:7. Kansas City Quarterback Len Dawson wurde zum Super Bowl MVP gewählt.

## Hintergrund
Die Zuschauerzahl von 80.562 beim Super Bowl IV war damals mit einem Abstand von rund 9.000 Besuchern Rekord, heute ist dieser schon längst übertroffen. Die meisten Fans und Sportreporter dachten, dass die Vikings die Chiefs problemlos schlagen könnten, da sie immer noch der Meinung waren, dass die Mannschaften der National Football League um einiges besser als die der American Football League spielen. Gefürchtet waren die Vikings vor allem für ihre starke Defensive Line aus Tackles Gary Larsen und Alan Page sowie Defensive Ends Carl Eller und Jim Marshall. Sie trugen für ihre Härte und ihre Trikotfarbe und ihre Tackling-Fähigkeiten den Ehrennamen „Purple People Eaters“ (dt.: die lila Kannibalen). Es wurde damit gerechnet, dass diese Line viel Druck auf Chiefs-Quarterback Len Dawson ausüben und zu vielen Quarterback Sacks kommen würden. Auch die Vikings-Offensive um Quarterback Joe Kapp und Wide Receiver Gene Washington galt als solide. Die Chiefs hatten selbst eine gute Defensive Line um Tackles Buck Buchanan sowie Curley Culp, und Defensive Ends Jerry Mays und Aaron Brown, galten aber offensiv als beschränkt: als bester Angreifer galt Kicker Jan Stenerud, einer der ersten Kicker, der den Football im „Fußball-Stil“ (d. h. mit dem Spann anstelle mit den Zehen) trat.
Chiefs-Coach Hank Stram war dafür bekannt, ungewöhnliche Strategien zu fahren. Der Trainer der Chiefs hatte beobachtet, dass die „Purple People Eaters“ der Vikings extrem aggressiv auf den Quarterback gingen, dafür deren Defensive Backs weit zurückwichen: So wurden lange Würfe sehr schwer. Stram reagierte darauf, indem er seine Wide Receiver und Tight Ends zu zusätzlichen Blockern gegen die Vikings-Defensive-Ends Eller und Marshall umfunktionierte und nur kurze Passrouten laufen ließ, um den tief stehenden Defensive Backs auszuweichen. In der Defensive ließ er seine Tackles Buchanan (120 Kilogramm) und Culp (130 Kilogramm) massiv auf Vikings-Center Mick Tingelhoff (110 Kilogramm) gehen: hierdurch sollte Tingelhoff, der als hervorragender Vorblocker für die Laufspielzüge von Minnesota galt, neutralisiert und seine Mitspieler in der Offensive Line der Vikings verunsichert werden.
Am Abend vor dem Super Bowl hatte Stram mit einem Mitarbeiter von NFL Films gesprochen, dieser überredete ihn dazu, ein Mikrofon zu tragen, um die Kommentare live übertragen zu können. Es war das erste Spiel, bei dem ein Trainer ein solches Mikrofon trug.

## Spielverlauf
Kansas City begann mit einem Paukenschlag, als Kicker Jan Stenerud ein Field Goal aus einer Distanz von 48 Yards erzielte, was zum damaligen Zeitpunkt Super-Bowl-Rekord war. Nach zwei weiteren Field Goals durch Jan Stenerud führten die Chiefs 9:0. Gegen Ende des zweiten Viertels befahl Chiefs-Coach Stram einen der berühmtesten Spielzüge der NFL-Geschichte, den „65 Toss Power Trap“: hierbei täuschte Quarterback Len Dawson einen Wurf zu Fullback Wendell Hayes an, gab ihn aber zu Runningback Mike Garrett, der durch eine zu weit aufgerückte Vikings-Deckung locker in die Endzone zu einem Touchdown trabte (Extrapunkt Stenerud, KC 16: MIN 0). Die „Purple People Eaters“ konnten nie Druck auf Chiefs-Quarterback Len Dawson aufbauen, der 12 seiner 17 Würfe (plus einen Touchdown bei einem Ballverlust) an den Mann brachte und Vikings-Quarterback Joe Kapp (16/25, zwei Ballverluste) in den Schatten stellte. Zudem stockte das sonst so starke Laufspiel von Minnesota, da die Chiefs-Defensive-Line um Buchanan und Culp die Vikings-Offensive-Line um den überforderten Tingelhoff beherrschten. Die Vikings kamen zwar im dritten Viertel zu einem Touchdown durch Runningback Dave Osborn (Extrapunkt Fred Cox, KC 16: MIN 7), doch im Gegenzug erzielte Chiefs-Wide-Receiver Otis Taylor einen Touchdown, nachdem er einen kurzen Pass von Len Dawson fing, durch zwei versuchte Tackles brach und den Ball in die Endzone trug (Extrapunkt Stenerud, KC 23: MIN 7). Kansas City war über die gesamte Spielzeit das bessere Team, auch weil sich Minnesota mit sechs Ballverlusten zu viele Fehler leistete.

### Punkteübersicht
- 1st Quarter
  - KC – Jan Stenerud 48-Yard FG, 6:52. Chiefs 3:0. Drive: 8 Spielzüge, 42 Yards, 4:06 Minuten.
- 2nd Quarter
  - KC – Jan Stenerud 32-Yard FG, 13:20. Chiefs 6:0. Drive: 8 Spielzüge, 55 Yards, 4:48 Minuten.
  - KC – Jan Stenerud 25-Yard FG, 7:52. Chiefs 9:0. Drive: 4 Spielzüge, 27 Yards, 2:13 Minuten.
  - KC – Mike Garrett 5-Yard TD-Lauf (Kick Jan Stenerud), 5:34. Chiefs 16:0. Drive: 6 Spielzüge, 19 Yards, 1:47 Minuten.
- 3rd Quarter
  - MIN – Dave Osborn 4-Yard TD-Lauf (Kick Fred Cox), 4:32. Chiefs 16:7. Drive: 10 Spielzüge, 69 Yards, 4:34 Minuten.
  - KC – Otis Taylor 46-Yard TD-Pass von Len Dawson (Kick Jan Stenerud), 1:22. Chiefs 23:7. Drive: 6 Spielzüge, 82 Yards, 3:10 Minuten.
- 4th Quarter
  - Keine Punkte

## Schiedsrichter
Hauptschiedsrichter des Spiels war John McDonough von der AFL. Er wurde unterstützt vom Umpire Lou Palazzi von der NFL, Head Linesman Harry Kessel von der AFL, Line Judge Bill Schleibaum von der NFL, Field Judge Charley Musser von der AFL und Back Judge Tom Kelleher von der NFL.

## Folgen
Einige der Zitate, die NFL Films von Stram aufnahm, erreichten Kultstatus und gingen in die Footballfolklore ein. Nachdem seine Wide Receiver zum wiederholten Male durchkamen, spottete er über Vikings-Defensive-Back Karl Kassulke: “Look at Kassulke out there, it looks like he's in a Chinese fire drill.” (deutsch: „Kassulke läuft herum wie ein geköpftes Huhn.“) Nachdem sein „65 Toss Power Trap“ funktionierte, klatschte er seine Spieler ab und jubelte immer wieder: “Ha ha, 65 toss power trap! What'd I tell ya, boys? 65 toss power trap! Ha ha.” (deutsch: „Ha! 65 Toss Power Trap! Was habe ich euch gesagt! 65 Toss Power Trap! Ha!“) Als die Referees einmal vermeintlich den Football an einer falschen Stelle platzierten, schimpfte er solange, bis die Schiedsrichter nachgaben und die Mikros nahmen einen plötzlich besänftigten Stram auf, der lobte: “Ya did good, you're doing a fine job out there.” (deutsch: „Ihr macht alle einen tollen Job!“) Alle diese Zitate gelten heute als Kult.
Die Laufwege des Spielzugs „65 Toss Power Trap“ sind im Arrowhead Stadium der Chiefs großflächig eingraviert.